# Torben Johansen (musiker)
 For alternative betydninger, se Torben Johansen. (Se også artikler, som begynder med Torben Johansen)
Torben Johansen (født 5. april 1963) er en dansk guitarist og keyboardspiller, kendt fra indiepopgruppen Gangway.

## Karriere
Torben Johansen var fra 1981-1984, og igen fra 2006, sanger og guitarist i post punk-gruppen Escape Artists fra Haderslev. Efter gruppens opløsning i 1984 flyttede Johansen til København og var lønnet musiker for Gangway, indtil han med indspilningen af Sitting in the Park i december 1985 blev fast medlem af gruppen. Efter Gangways opløsning i 1998 har Johansen arbejdet som A&R manager, produkt- og produktionschef m.m. hos først BMG og siden hos Sony Music. I 2012-2013 indehaver af mastering studiet Portent Mastering og fra 2013 af Copenhagen Mastering. Var i 2017 med til at gendanne Gangway.
Han har, som en del af Gangway, modtaget tre Grammyer i 1993 for årets danske gruppe, årets danske rockudgivelse ("Happy Ever After") og årets danske musikvideo ("Mountain Song").

## Diskografi
For udgivelser med Gangway og Escape Artists, se Gangway og Escape Artists.

### Medvirker på
- Kirsten & Søren – "3" (1986, EMI) – musiker
- Hadiza – Bestsellers (1994, CMC) – guitar
- Sunzet – Rizing (1998, Polydor) – guitar
- Martin Bigum – Overmorgen (1999, Epitone) – producer
- Morten Trust – Love Has Come Around EP (2003) – guitar
- Diverse Kunstnere – Wax Wars (Soulfuric) (Soulmagic, ”Yah Yah (Original Mix)”) (2005, ITH Records) – guitar
- Idiot Savant – Idiot Savant (2011, Brønshøj Sound Works) – guitar, bas, mastering
- Idiot Savant – Arytmi (2013, Brønshøj Sound Works) – guitar, bas, mastering